# ورنس لاس نرکی
ورنس لاس نرکی (به فرانسوی: Varennes-lès-Narcy) یک کمون در فرانسه است که در Canton of La Charité-sur-Loire واقع شده‌است.

## خصوصیات
ورنس لاس نرکی ۱۸٫۳۳ کیلومترمربع مساحت و ۷۵۴ نفر جمعیت دارد.